# موريس روفييه
موريس بيير روفييه (بالفرنسية Maurice Pierre Rouvier) : سياسي فرنسي.
ولد روفييه بتاريخ 17 نيسان 1842، في آكس آن بروفانس. وتوفي في نويلي سور سين في منطقة هوت دو سين بتاريخ 7 حزيران 1911.
كان روفييه مصرفياً وصحفياً وسياسياً من أنصار الجمهوريين.